# 1770 na literatura

## Eventos
- 6 de Outubro - É publicado um Edital da Real Mesa Censória, proibindo inúmeras obras literárias em Portugal.
- 23 de Dezembro - Em Portugal é criada a Junta de Providência Literária.
- O.Goldsmith, A Aldeia Deserta.
- J.F.Marmontel, Sylvain.
- João Xavier de Matos, Rimas.

## Nascimentos
| Data       | Nome               | Profissão | Nacionalidade | Observações | Ref |
| ---------- | ------------------ | --------- | ------------- | ----------- | --- |
| 7 de Abril | William Wordsworth | poeta     | Inglaterra    | m. 1850     |     |

## Mortes
| Data         | Nome              | Profissão | Nacionalidade | Observações | Ref |
| ------------ | ----------------- | --------- | ------------- | ----------- | --- |
| 13 de Julho  | Domingos dos Reis | poeta     | Portugal      |             |     |
| 24 de Agosto | Thomas Chatterton | poeta     | Inglaterra    | n. 1752     |     |